# Internazionali di Francia 1959
Gli Internazionali di Francia 1959 (conosciuti oggi come Open di Francia o Roland Garros) sono stati la 58ª edizione degli Internazionali di Francia di tennis. Si sono svolti sui campi in terra rossa dello Stade Roland Garros di Parigi in Francia.
Il singolare maschile è stato vinto da Nicola Pietrangeli, che si è imposto sul sudafricano Ian Vermaak in quattro set col punteggio di 3–6, 6–3, 6–4, 6–1. Il singolare femminile è stato vinto da Christine Truman, che ha battuto in due set Zsuzsa Körmöczy.Nel doppio maschile si sono imposti Nicola Pietrangeli e Orlando Sirola. Nel doppio femminile hanno trionfato Sandra Reynolds Price e Renee Schuurman Haygarth. Nel doppio misto la vittoria è andata a Yola Ramírez in coppia con Billy Knight.

## Seniors

### Singolare maschile
Nicola Pietrangeli ha battuto in finale  Ian Vermaak con il punteggio di 3–6, 6–3, 6–4, 6–1.

### Singolare femminile
Christine Truman ha battuto in finale  Zsuzsa Körmöczy con il punteggio di 6–4, 7–5.

### Doppio maschile
Nicola Pietrangeli /  Orlando Sirola hanno battuto in finale  Roy Emerson /  Neale Fraser con il punteggio di 6–3, 6–2, 14–12.

### Doppio Femminile
Sandra Reynolds Price /  Renee Schuurman Haygarth hanno battuto in finale  Yola Ramírez /  Rosie Reyes con il punteggio di 2–6, 6–0, 6–1.

### Doppio Misto
Yola Ramírez /  Billy Knight hanno battuto in finale  Renee Schuurman /  Rod Laver con il punteggio di 6–4, 6–4.